# مقاطعة دوبوينس (إنديانا)
مقاطعة دوبويس (بالإنجليزية: Dubois County, Indiana)‏ هي إحدى مقاطعات ولاية إنديانا في الولايات المتحدة. تأسست سنة 1818، بلغ عدد سكانها 41889 نسمة في عام 2010 حسب إحصاء مكتب تعداد الولايات المتحدة وتصل الكثافة السكانية فيها 37.61 نسمة/كم2.

## وصلات خارجية
- United States Counties